# ሰ
Cette page contient des caractères éthiopiques. En cas de problème, consultez Aide:Unicode ou testez votre navigateur.
ሰ (« sä ») est un caractère utilisé dans l'alphasyllabaire éthiopien comme symbole de base pour représenter les syllabes débutant par le son /s/.

## Usage
L'écriture éthiopienne est un alphasyllabaire ou chaque symbole correspond à une combinaison consonne + voyelle, organisé sur un symbole de base correspondant à la consonne et modifié par la voyelle. ሰ correspond à la consonne « s » (ainsi qu'à la syllabe de base « sä »). Les différentes modifications du caractères sont les suivantes :
- ሰ : « sä », [sɛ]
- ሱ : « su », [su]
- ሲ : « si », [si]
- ሳ : « sa », [sa]
- ሴ : « sé », [sə]
- ስ : « se », [sɨ]
- ሶ : « so », [so]
- ሷ : « swa », [swa]

ሰ est le 7e symbole de base dans l'ordre traditionnel de l'alphasyllabaire.

## Historique

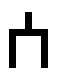
Caractère « s^{1} » de l'alphabet arabe méridional.

Le caractère ሰ est dérivé du caractère correspondant de l'alphabet arabe méridional.

## Variantes
ሰ peut être surmonté d'un signe de palatalisation pour former le caractère ሸ, [ʃ].

## Représentation informatique
- Dans la norme Unicode, les caractères sont représentés dans la table relative à l'éthiopien[1] :
  - ሰ : U+1230, « syllabe éthiopienne sä »
  - ሱ : U+1231, « syllabe éthiopienne sou »
  - ሲ : U+1232, « syllabe éthiopienne si »
  - ሳ : U+1233, « syllabe éthiopienne sa »
  - ሴ : U+1234, « syllabe éthiopienne sé »
  - ስ : U+1235, « syllabe éthiopienne se »
  - ሶ : U+1236, « syllabe éthiopienne so »
  - ሷ : U+1237, « syllabe éthiopienne swa »